# Korporacja Kominiarzy Polskich
Korporacja Kominiarzy Polskich Stowarzyszenie Zawodowe − założone w 1991 stowarzyszenie zawodowe zrzeszające mistrzów kominiarskich z Polski.
Od 1992 Korporacja jest członkiem Europejskiej Federacji Mistrzów Kominiarskich (ESCHFÖ). Zrzeszeni w Korporacji kominiarze działają na rzecz rozwoju techniki kominiarskiej, współpracując z organizacjami państwowymi i samorządowymi w zakresie zapobiegania zatruciom tlenkiem węgla i wybuchom gazu, poprawy stanu bezpieczeństwa przeciwpożarowego, racjonalnego gospodarowania paliwami i ochrony środowiska naturalnego.
Siedzibą biura Zarządu Głównego Korporacji Kominiarzy Polskich Stowarzyszenia Zawodowego jest Opole.
Korporacja posiada dwanaście oddziałów terenowych na terenie kraju. Ich siedziby znajdują się w: Bytowie, Kielcach, Krakowie, Łodzi, Oleśnicy, Opolu, Pile, Poznaniu, Szczecinie, Tarnobrzegu, Toruniu i Wrocławiu. Stowarzyszenie wydaje też czasopismo „Kominiarz Polski”, którego redakcja znajduje się w Opolu. Wieloletnim Prezesem Korporacji do 2013 był Jan Breitscheidel. Od 2013 roku funkcję Prezesa pełni Waldemar Drożdżol.
Członkowie korporacji kierują się tzw. Kodeksem Etycznym Mistrza Kominiarskiego, przyjętym 27 sierpnia 2002.